# 馬越佑吉
馬越 佑吉（うまこし ゆうきち）は、日本の金属工学者。大阪大学名誉教授。元日本金属学会会長。元日本学術会議会員。

## 経歴
1967年大阪大学工学部冶金学科卒業。1969年大阪大学大学院工学研究科冶金学専攻修士課程修了、大阪大学助手。1978年マックス・プランク研究所客員研究員。1981年ペンシルバニア大学客員研究員。1987年大阪大学助教授。1990年大阪大学教授。2001年大阪大学評議員。2002年大阪大学大学院工学研究科長・工学部長。2006年日本金属学会会長。第20～21期日本学術会議会員。

## 受賞
- 村上記念賞[1]
- 日本金属学会功績賞 平成2年[1]
- 日本鉄鋼協会澤村論文賞 平成5年[1]
- 粉生熱技術振興賞 平成8年[1]
- MRS Best Poster Awards 平成10年[1]
- 日本金属学会谷川・ハリス賞 平成12年[1]
- MRS Best Poster Awards 平成12年[1]
- 日本鉄鋼協会学術功績賞 平成12年[1]
- 日本金属学会賞 平成24年[4]